# La casa del hielo
The Ice House  —La Casa de Hielo en España— es la primera novela negra de la escritora inglesa Minette Walters publicada en 1992. 

## Sinopsis
La aparición en el depósito de hielo abandonado de una antigua mansión del cadáver de un hombre desnudo, en tan avanzado estado de descomposición que no permite su identificación, reabre el caso de David Maybury, un conocido hombre de negocios desaparecido. En efecto, la policía, admitiendo su desconcierto y tras una prolon gada y exhaustiva investigación, decidió dejar en suspenso el expediente y la disolución del equipo policial. Diez años después, su esposa Phoebe, la propietaria de Streech Grange, vuelve a estar en el punto de mira del inspector Walsh. 

## Caracteres principales
- Señora Phoebe Maybury
- Señora Diana Goode
- Señorita Anne Cattrell
- Jonathan Maybury
- Jane Maybury
- Elizabeth Goode
- Fred Phillips
- Molly Phillips
- Dily Barnes
- Peter Barnes
- Emma Barnes
- Paddy Clarke
- Eddie Staines
- Wally Ferris
- Keith Capilla
- Daniel Thompson
- DCI George Walsh
- DS Andy McLoughlin
- DS Nick Robinson
- Dr. Jim Webster

## Adaptación televisiva
En 1996 esta historia fue adaptada para televisión, para la emisión en la cadena británica BBC, en una serie de 2 episodios.
El reparto de actores fue el siguiente: 
- Penny Downie es la Señora Phoebe Maybury
- Kitty Aldridge es la Señorita Anne Cattrell
- Frances Barber es la Señora Diana Goode
- Corin Redgrave es George Walsh
- Daniel Craig es Andy McLoughlin